# Єнделаенсіна
Єнделаенсіна (ісп. Hiendelaencina) — муніципалітет в Іспанії, у складі автономної спільноти Кастилія-Ла-Манча, у провінції Гвадалахара. Населення — 150 осіб (2010).
Муніципалітет розташований на відстані близько 95 км на північний схід від Мадрида, 50 км на північ від Гвадалахари.

## Демографія
Динаміка населення (INE ):